# 小行星82071
小行星82071（82071 Debrecen）是一颗绕太阳运转的小行星，为主小行星带小行星。该小行星于2000年12月发现。
該小行星以匈牙利的城市德布勒森命名。

## 轨道参数
小行星82071的轨道半长轴为356 012 350 km，2.3797617 UA，离心率为0.127。